# Caixon
Caixon ist eine französische Gemeinde mit 346 Einwohnern (Stand 1. Januar 2022) im Département Hautes-Pyrénées in der Region Okzitanien (vor 2016: Midi-Pyrénées). Die Gemeinde gehört zum Arrondissement Tarbes und zum Kanton Vic-en-Bigorre.
Die Einwohner werden Caixonais und Caixonaises genannt.

## Geographie
Caixon liegt circa 20 Kilometer nördlich von Tarbes in der historischen Provinz Bigorre an der westlichen Grenze zum benachbarten Département Pyrénées-Atlantiques. Hier mündet der Canal de Luzerte in den Lis.
Umgeben wird Caixon von den fünf Nachbargemeinden:
|                                          | Larreule                                    | Nouilhan       |
| Labatut-Figuières (Pyrénées-Atlantiques) | Kompassrose, die auf Nachbargemeinden zeigt |                |
| Lamayou (Pyrénées-Atlantiques)           |                                             | Vic-en-Bigorre |

## Einwohnerentwicklung

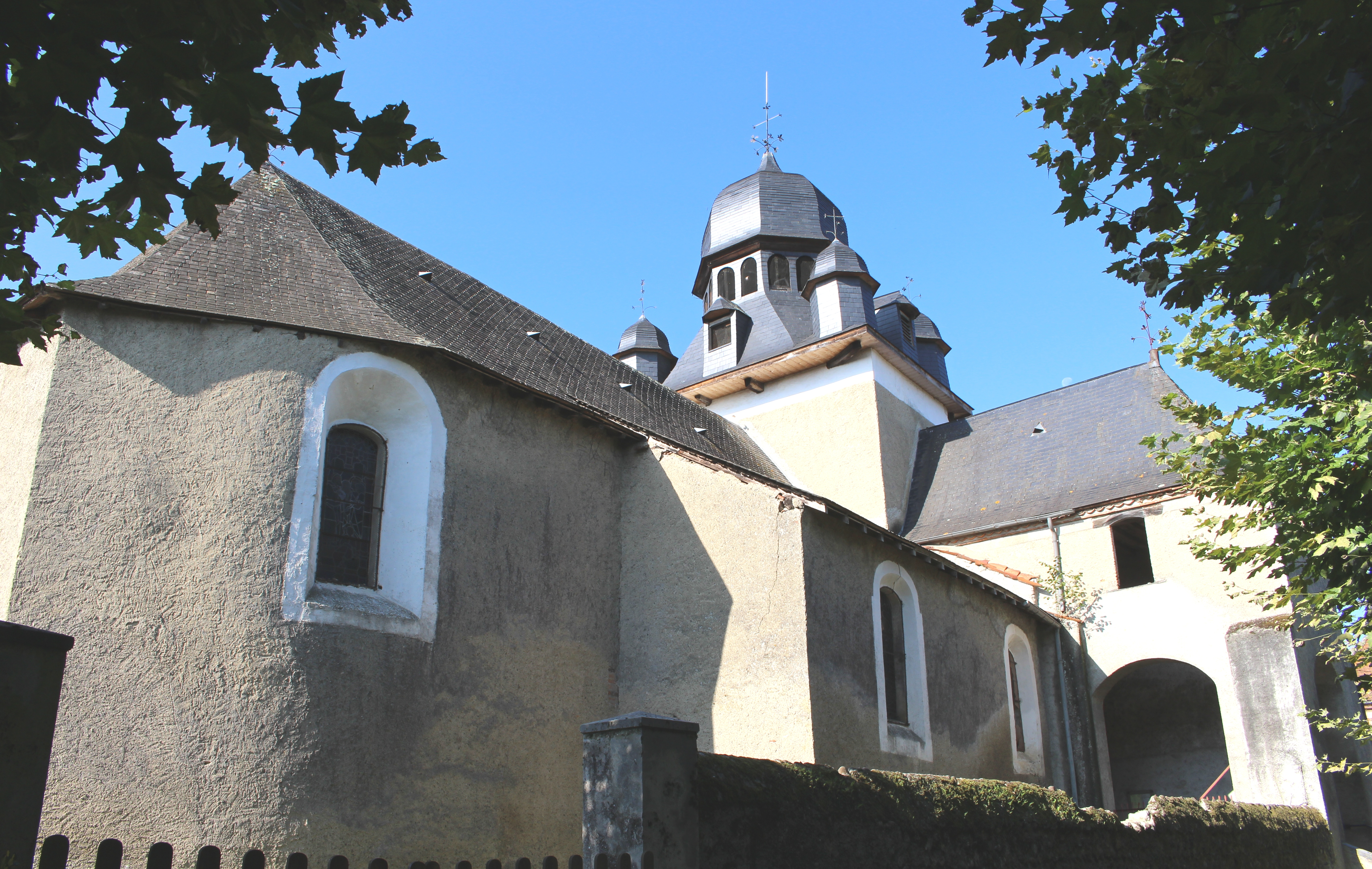
Pfarrkirche Notre-Dame-de-l’Assomption

Nach Beginn der Aufzeichnungen stieg die Einwohnerzahl bis zur zweiten Hälfte des 19. Jahrhunderts auf einen Höchststand von rund 580. In der Folgezeit sank die Größe der Gemeinde bei kurzen Erholungsphasen bis nach dem Zweiten Weltkrieg auf rund 315, bevor eine relativ kurze Wachstumsphase bis in die 1960er Jahre begann und die Größe bis zu den 1980er Jahren wieder auf rund 305 Einwohner zurückfiel. Danach erstreckte sich eine neue Wachstumsphase bis zum Ende der ersten Dekade des 19. Jahrhunderts, bevor die Einwohnerzahl einen Rückgang zu verzeichnet hat, der bis heute anhält.
| Jahr      | 1962 | 1968 | 1975 | 1982 | 1990 | 1999 | 2006 | 2011 | 2022 |
| --------- | ---- | ---- | ---- | ---- | ---- | ---- | ---- | ---- | ---- |
| Einwohner | 359  | 356  | 342  | 304  | 350  | 377  | 383  | 404  | 346  |

## Sehenswürdigkeiten
- Pfarrkirche Notre-Dame-de-l’Assomption

## Wirtschaft und Infrastruktur

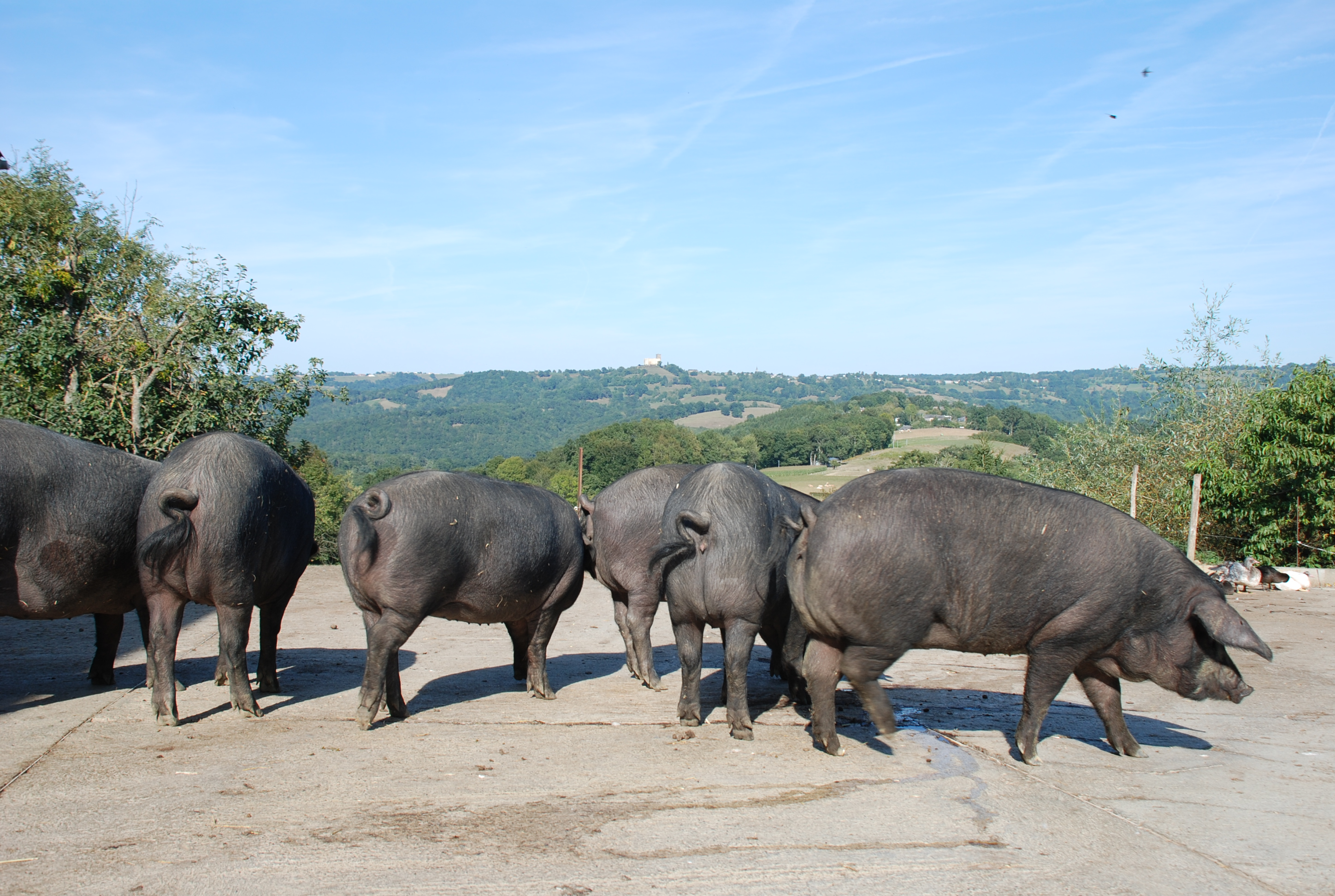
Porcs Noirs de Bigorre

Caixon liegt in den Zonen AOC der Schweinerasse Porc noir de Bigorre und des Schinkens Jambon noir de Bigorre.

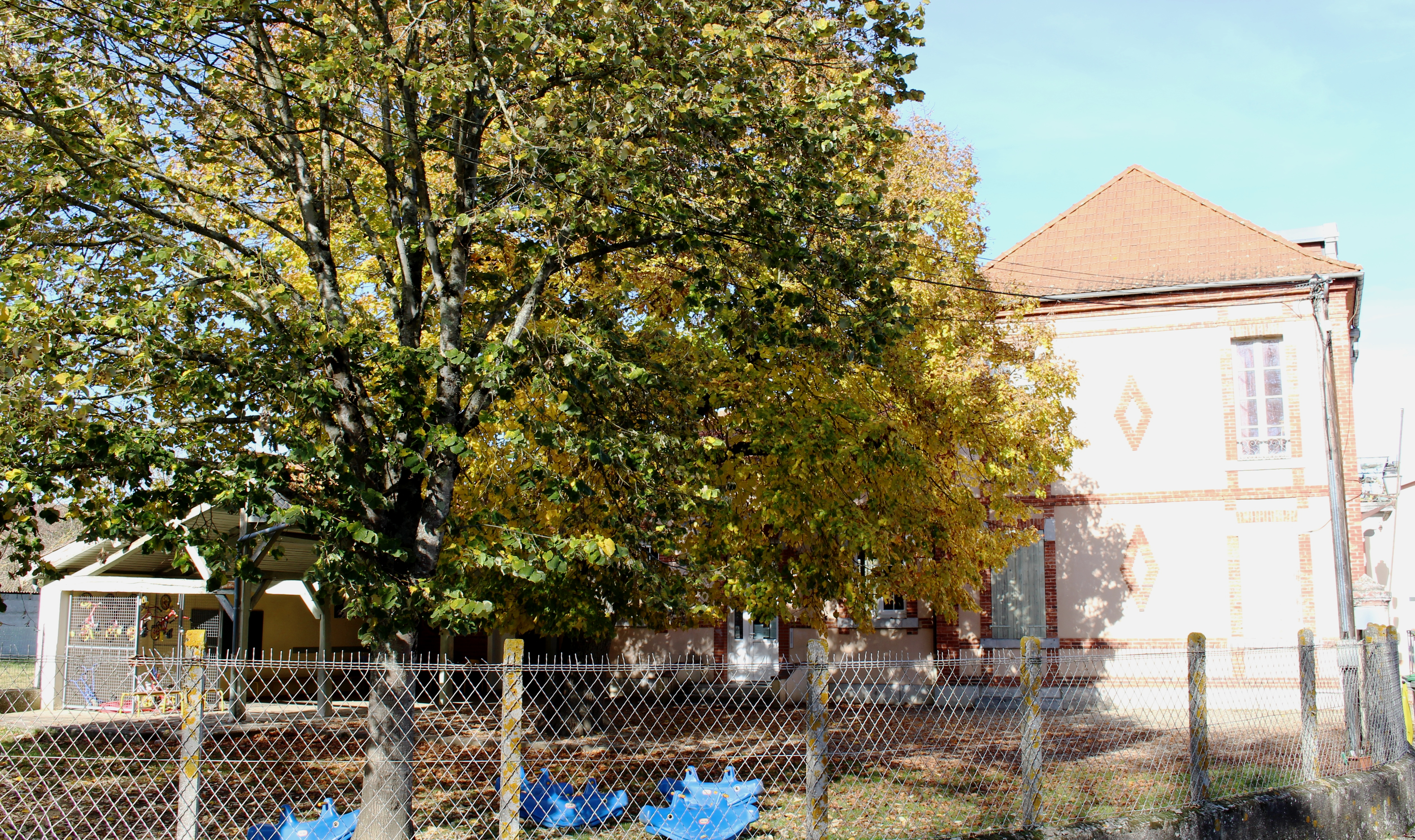
Schulgebäude

### Bildung
Die Gemeinde verfügt über eine öffentliche Vor- und Grundschule mit 12 Schülerinnen und Schülern im Schuljahr 2019/2020.

### Verkehr
Caixon ist über die Routes départementales 4, 7 und 60 (Pyrénées-Atlantiques: 407) erreichbar.